# Maria Morozowicz-Szczepkowska
Maria Morozowicz-Szczepkowska (ur. 13 grudnia 1885, zm. 9 listopada 1968) – polska pisarka i aktorka.

## Życiorys

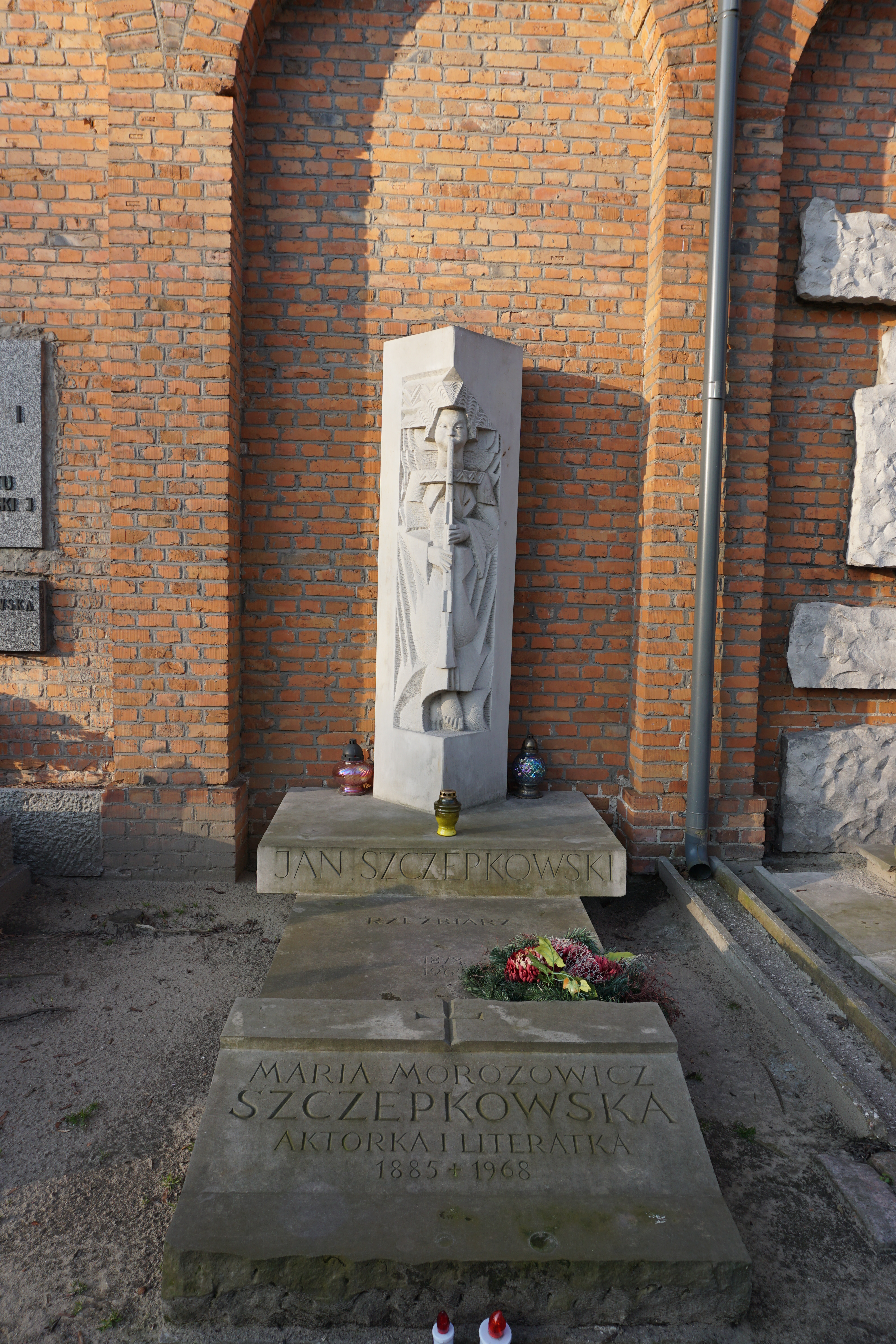
Grób Marii Morozowicz-Szczepkowskiej na cmentarzu Powązkowskim

Ukończyła pensję u Natalii Porazińskiej, następnie była wolną słuchaczką Uniwersytetu Jagiellońskiego. Jako aktorka zadebiutowała w warszawskim teatrze Elizeum w 1902, następnie występowała w teatrze łódzkim pod kierunkiem Mariana Gawalewicza. W latach 1908–1910 występowała w teatrze w Wilnie, działając również w towarzystwie literackim „Banda” (m.in. Ferdynand Ruszczyc), publikując w 1910 kilka wierszy. Następnie zaangażowana przez Ludwika Solskiego do Teatru Miejskiego w Krakowie, skąd przeniosła się do Teatru Polskiego w Poznaniu. W 1913 po zawarciu związku małżeńskiego z Janem Szczepkowskim wycofała się z aktorstwa i rozpoczęła karierę literacką.
W okresie międzywojennym pisała także scenariusze filmowe: przygotowała trzy scenariusze dla wytwórni filmowej Sfinks oraz napisała scenariusz do filmu Wyrok życia (1933), w którym główne role zagrały Irena Eichlerówna i Jadwiga Andrzejewska.
W 1966 została odznaczona Krzyżem Oficerskim Orderu Odrodzenia Polski z okazji 55 rocznicy pracy twórczej. Pochowana na cmentarzu Powązkowskim w Warszawie (aleja zasłużonych, grób 135).

## Twórczość literacka
- Korepetytor (1914)
- Maniuś (1922)
- Sprawa Moniki (wyst. 1932, opublikowana 1933) – tłumaczona na kilka języków i sfilmowana w USA
- Milcząca siła (wyst.  1933)
- Nowa kobieta (wyst. 1934)
- Typ A (wyst. 1934)
- Walący się dom (wyst. 1937)
- Twarz w lustrze (1935) – powieść obyczajowa
- Z lotu ptaka (1968) – wspomnienia